# تشويز هوتيل
فنادق تشويز (بالإنجليزية: Choice Hotels)‏ هي شركة ضيافة أمريكية مقرها في روكفيل في ماريلند بالولايات المتحدة. تمتلك الشركة والتي تعد واحدة من أكبر سلاسل الفنادق في العالم، العديد من العلامات التجارية للفنادق بدءًا من الفنادق الراقية وحتى الفنادق الاقتصادية بعدد 7118 منشأه فندقية في 41 دولة وإقليمًا حول العالم. مع ما يقرب من 597,018 غرفة.

## لمحة تاريخية
تأسست شركة كواليتي كورت المتحدة في عام 1939. من شبكة من أماكن الإقامة غير الربحية تتكون من سبعة فنادق في فلوريدا، وبحلول أوائل الستينيات كان لدى الشركة ما يقرب من 600 مشارك. تلبي معايير جودة معينة وتوفير وسائل الراحة. في عام 1963 أصبحت المنظمة شركة هادفة للربح وغيرت اسمها إلى شركة كواليتي كورت موتلز.
كتبت مجلة لودجينج أنه بحلول عام 1969، كانت الشركة تمثل «أكبر اتحاد في العالم لمشغلي الموتيلات المستقلين». في عام 1972 غيرت الشركة اسمها إلى كواليتي إنز انترناشيونال وفي عام 1990 أصبحت الشركة الأم تُعرف باسم تشويز هوتلز انترناشيونال.
بدأت الشركة في الثمانينيات أول إستراتيجية تجزئة للسوق باستخدام مجموعة من العلامات التجارية للفنادق. وتوسعت في جميع أنحاء الولايات المتحدة من خلال فتح فنادق في ولايات الغرب. تم تقديم علامة كومفورت في عام 1981 التي أصبحت فيما بعد العلامة التجارية الرئيسية لـفنادق تشويز. وتم تسويقها للسياحة العائلية والمسافرين من رجال الأعمال وكبار السن  وفي العهد الحالي بدأت تشويز عملية تحويل ممتلكاتها في كومفورت في عام 2012،  مع قيام الشركة بإلغاء الامتياز من 600 عقار لا يفي بالمعايير الجديدة لفنادق تشويز. وأعادت تسمية كومفورت في عام 2018، بدمج علاماتها التجارية تحت مظلة واحدة.